# Путь Абая (роман)
«Путь Абая» — роман-эпопея, тетралогия Мухтара Ауэзова, описывающий жизнь казахского поэта Абая Кунанбаева. Первая эпопея, написанная на казахском языке. «Путь Абая» широко известен в Казахстане и далеко за его пределами. Роман-эпопея состоит из четырех книг.

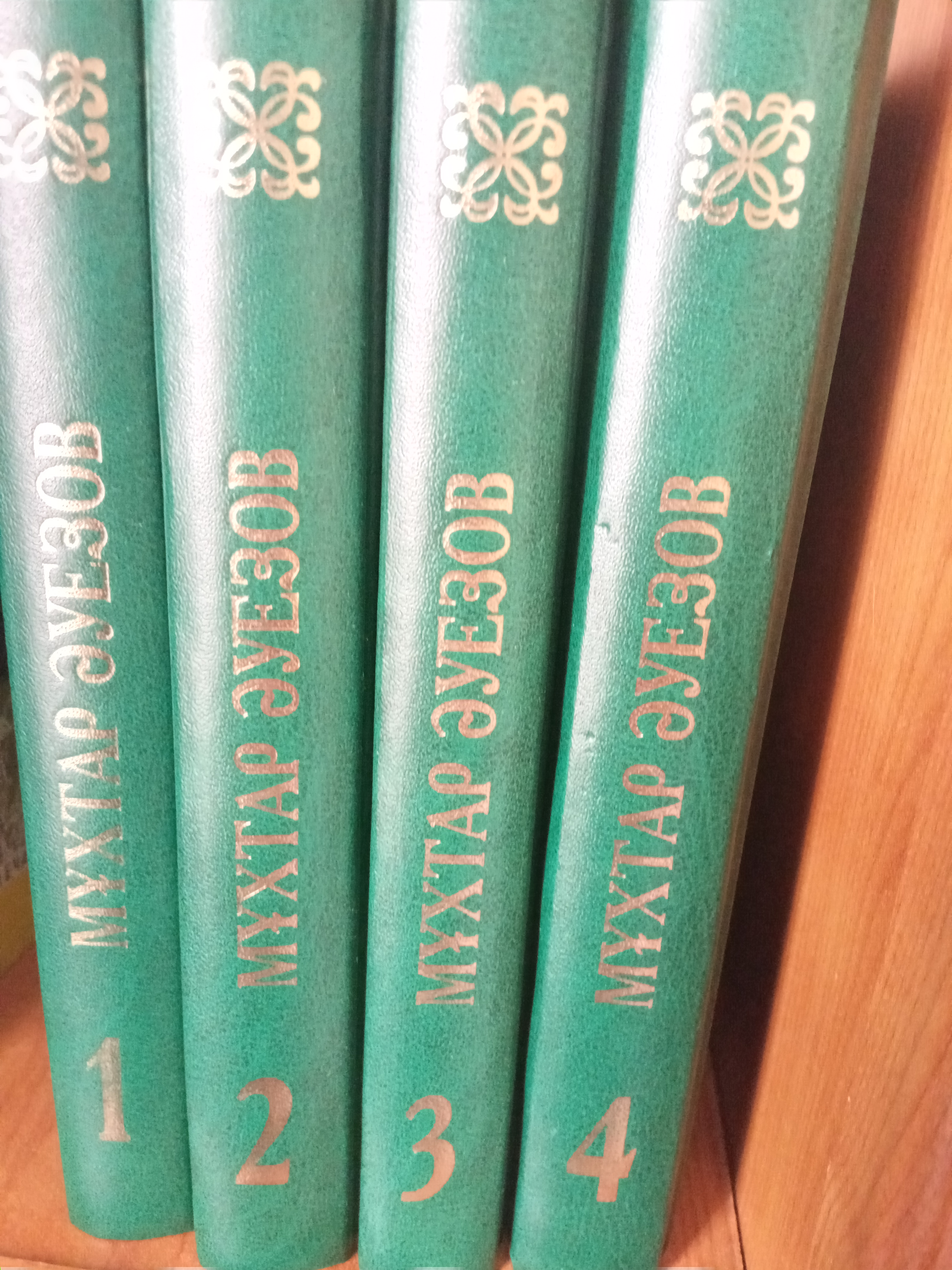
На казахском в четырех книгах.Алматы,Жазушы, 2013.

Главный герой романа — реальное историческое лицо, знаменитый казахский поэт, основоположник казахской письменной литературы Абай Кунанбаев. В романе развернута панорама полной драматизма и противоречий народной жизни, быта и нравов кочевых и оседлых степняков конца XIX века, в полную силу показана широта и красота вольнолюбивой души казахского народа, его мечты о лучшем, его надежды и чаяния, его своеобразный духовный уклад, национальный характер.
В 1948 году (в некоторых источниках указан 1949 год) роман (1-2 книги) был удостоен Сталинской премии, а в 1959 году, после завершения эпопеи, он был отмечен Ленинской премией как выдающееся произведение социалистического реализма.

## История написания
В ученические годы Мухтару Ауэзову приходили мысли о написании романа в беседах с своим дедом Ауэзом, который был на несколько лет старше Абая и происходил из того же племени Тобыкты. Примерно в те же годы автор встречался с постаревшими женами Абая – Дильдой и Айгерим.
Мухтар Ауэзов посвятил больше 20 лет написанию романа о классике казахской литературы Абае.
Прежде чем приступить к написанию романа, автор занялся изучением биографии и творчества поэта. Мухтар Ауэзов отредактировал полное собрание сочинений поэта, написал его биографию, собрал касающиеся поэта и его эпохи исторические материалы; в соавторстве со своим другом, писателем Л.С. Соболевым, знатоком истории культуры казахского народа, была написана трагедия «Абай», отображающая последние годы жизни поэта.
Собрание материалов об Абае имело свои любопытные особенности, незнакомые большинству авторов исторических романов. Практически не осталось печатных и письменных данных о жизни, работе, внешности и характере поэта. Все данные его биографии, все события романа приходилось собирать длительное время путем устного опроса знавших Абая людей, путем беседы с ними. Единственным близким другом поэта, дожившего до современности Ауэзова был акын Кокпай. Скончался Кокпай в 1927 году, однако, будучи моложе Абая на шестнадцать лет, он не мог ничего рассказать о раннем периоде жизни поэта.  
В результате этих поисков накопилось достаточно большое количество материалов. Сам автор часто про себя повторял завет Максима Горького: «Пиши о том, о чем не имеешь права молчать». Автор говорил, что после написания первого романа осталось такое количество не вошедшего материала, что на основе его можно было написать еще одну такую же книгу об этом же периоде жизни героя.
Основной трудностью романа была необходимость извлекать материал из «потускневшей, ослабнувшей памяти» престарелых собеседников. «Восстанавливать по этим рассказам давно ушедшую жизнь было так же трудно, как по облику шестидесятилетней Айгерим представить семье всю прелесть ее девичьей красоты, пленившей когда-то Абая».
Изначально автор планировал назвать первую часть романа «Абай», а последующие две «Путь Абая». Но после завершения работы над романом было решено дать им единое название «Путь Абая»

## Высказывание о романе «Путь Абая»
Альфред Курелла:

«Это невероятно, удивительно! Степь ожила и пошла на вас, со всем великолепием её первозданной природы, её жеста и цельными характерами. А какие страсти шекспировские! Вы ощущаете эпоху как ни в одном научном исследовании».

Бенджамин Матип:

…"Я никогда раньше не слышал о казахах. А теперь знаю их очень хорошо, знаю, потому что читал на английском языке чудесную книгу Мухтара Ауезова. Я познакомился с замечательным человеком и поэтом казахского народа Абаем, с его мудрой бабушкой Зере и матерью Улжан, с любимыми девушками — Тогжан и Айгерим, с друзьями Абая — добрыми и смелыми людьми. Я полюбил этих героев, полюбил так, будто жил долгие годы, делил их горе и радости. У меня такое ощущение, что я сейчас среди них и дышу воздухом ваших степей. В самом деле, какой прекрасный народ — казахи! И как прекрасно написано о нём в романе «Абай»!. Я от души завидую вашему счастливому народу, а вас, Мухтар Ауезов, поздравляю с бессмертным произведением".

Луи Арагон:
В других странах этого мира очень трудно найти такое произведение, которое сравнится с этим; по-моему, это произведение одно из лучших произведений XX века.
Трижды экранизирован — в 1945, 1995 и 2021 годах.

## Содержание
| І кітап 1. Қайтқанда 2. Қат-қабатта 3. Жолда 4. Шытырманда 5. Бел-белесте 6. Өрде 7. Қияда | ІІ кітап 1. Тайғақта 2. Жайлауда 3. Еңісте 4. Оқапта 5. Асуда 6. Тарауда 7. Биікте 8. Эпилог | ІІІ кітап 1. Абай аға 2. Кек жолында 3. Қарашығын 4. Өкініште 5. Қақтығыста 6. Қоршауда | IV кітап 1. Түн-түнекте 2. Құз-қияда 3. Қапада 4. Қастықта 5. Шайқаста 6. Жұтта 7. Эпилог |